# Virtual tuning
Virtual Tuning é a arte de modificar carros virtualmente, esta arte virou febre mundial. Primeiro se abre uma imagem de um carro qualquer e o modifica através de ferramentas de programas de edição de imagem como o Adobe Photoshop (que é o programa mais recomendado). Pessoas de diversos lugares do mundo disputam campeonatos de virtual tuning, revistas e sites abrem espaço para os designers mostrarem o seu trabalho.